# Natação nos Jogos Pan-Americanos de 2003 - 200 m borboleta feminino
O evento dos 200 m borboleta feminino nos Jogos Pan-Americanos de 2003 foi realizado em 16 de agosto de 2003.

## Medalhistas
| Ouro   | CAN Audrey Lacroix |
| Prata  | USA Noelle Bassi   |
| Bronze | USA Dana Kirk      |

## Recordes
| Recorde mundial       | Otylia Jędrzejczak (POL) | 2:05.78 | 04 de agosto de 2002 | Berlim   |
| Recorde pan-americano | Jessica Deglau (CAN)     | 2:09.63 | 07 de agosto de 1999 | Winnipeg |

## Resultados
| Posição | Nadador                | Eliminatórias | Eliminatórias | Final   |
| Posição | Nadador                | Tempo         | Posição       | Tempo   |
| ------- | ---------------------- | ------------- | ------------- | ------- |
| 1       | Audrey Lacroix (CAN)   | 2:15.74       | 5             | 2:11.02 |
| 2       | Noelle Bassi (USA)     | 2:13.47       | 1             | 2:12.81 |
| 3       | Dana Kirk (USA)        | 2:15.59       | 3             | 2:12.85 |
| 4       | Georgina Bardach (ARG) | 2:15.70       | 4             | 2:13.23 |
| 5       | Julie Gravelle (CAN)   | 2:15.01       | 2             | 2:13.83 |
| 6       | Monique Ferreira (BRA) | 2:19.65       | 6             | 2:15.57 |
| 7       | María Rodríguez (VEN)  | 2:20.51       | 7             | 2:20.19 |
| 8       | Sonia Álvarez (PUR)    | 2:21.04       | 8             | 2:21.10 |
|         |                        |               |               |         |
| 9       | Heather Roffey (CAY)   | 2:21.31       | 9             | 2:19.96 |
| 10      | Marcella Amar (BRA)    | 2:22.91       | 12            | 2:20.07 |
| 11      | Paola España (MEX)     | 2:22.07       | 10            | 2:20.71 |
| 12      | Jimena del Pozo (PER)  | 2:23.56       | 14            | 2:23.03 |
| 13      | Alicia García (PER)    | 2:23.55       | 13            | 2:23.53 |
| 14      | Tamara Swaby (JAM)     | 2:29.73       | 16            | 2:27.85 |
| 15      | Vanessa Martínez (PUR) | 2:27.97       | 15            | 2:28.90 |
| 16      | Vanessa Duenas (COL)   | 2:22.14       | 11            | riscada |